# STL (формат файлу)
STL (від англ. stereolithography) — формат файлу, який широко застосовують для зберігання тривимірних моделей об'єктів для використання в адитивних технологіях. Інформація про об'єкт зберігається як список трикутних граней, які описують його поверхню, та їхніх нормалей. STL-файл може бути текстовим (ASCII) або двійковим. Свою назву отримав від скорочення терміну «Stereolithography», оскільки спочатку застосовувався саме в цій технології тривимірного друку.

## ASCII STL
Файл типу ASCII STL починається з рядка:
```
solid 
name
```

де name — необов'язковий рядок (але якщо name опущено, після solid все одно має бути пропуск). Файл продовжується довільним числом описів трикутників такого вигляду:
```
facet normal 
n
i
 n
j
 n
k

outer loop
vertex 
v
1
x
 
v
1
y
 
v
1
z

vertex 
v
2
x
 
v
2
y
 
v
2
z

vertex 
v
3
x
 
v
3
y
 
v
3
z

endloop
endfacet
```

де кожне n і v — число з рухомою комою у форматі: знак, мантиса, «e», знак, порядок, наприклад «-2.648000e-002». Файл завершується рядком:

## Двійковий формат
Оскільки файл ASCII STL може бути великим, існує двійкова версія цього формату. Файл починається із заголовка з 80 символів (який зазвичай нехтується, але не може починатися зі 'solid', оскільки з цієї послідовності починається файл ASCII STL). Після заголовка йде 4-байтове беззнакове ціле число (little-endian), що вказує на кількість трикутних граней у файлі. Після цього йдуть дані, що характеризують кожен із трикутників.
Кожен трикутник описують дванадцятьма 32-бітовими числами з рухомою комою: 3 числа для нормалі та по 3 числа на кожну з трьох вершин для координат X/Y/Z. Далі йдуть 2 байти беззнакового 'short', яке називається 'attribute byte count'. У звичайному файлі має дорівнювати нулю, оскільки більшість програм не розуміє інших значень.
Числа з рухомою комою подають у вигляді числа IEEE з рухомою комою та мають зворотний порядок байтів, хоча цього не зазначено в документації.
```
UINT8[80] – заголовок
UINT32 – число трикутників

для кожного з трикутників
REAL32[3] – вектор нормалі
REAL32[3] – вершина 1
REAL32[3] – вершина 2
REAL32[3] – вершина 3
UINT16 – attribute byte count
end
```

## Кольори у двійковому STL
Існує принаймні 2 способи додавання інформації про колір:
- VisCAM і SolidView використовують 2 байти 'attribute byte count' у кінці опису кожного трикутника для зберігання 15 бітів кольору RGB:
  - біти від 0 до 4 — рівень інтенсивності для синього (від 0 до 31)
  - біти від 5 до 9 — рівень інтенсивності для зеленого (від 0 до 31)
  - біти від 10 до 14 — рівень інтенсивності для червоного (від 0 до 31)
    - якщо біт 15 дорівнює 1, колір використовується
    - якщо біт 15 дорівнює 0, колір не використовується (для сумісності зі стандартним STL)

- Materialise Magics працює інакше. Він використовує 80 байтів заголовка для подання загального кольору. Також там може міститись інформація про матеріал. Колір кожної грані описують у 'attribute byte count' як:
  - біти від 0 до 4 — рівень інтенсивності для червоного (від 0 до 31)
  - біти від 5 до 9 — рівень інтенсивності для зеленого (від 0 до 31)
  - біти від 10 до 14 — рівень інтенсивності для синього (від 0 до 31)
    - якщо біт 15 дорівнює 0, то грань має свій колір
    - якщо біт 15 дорівнює 1, то використовується загальний колір.

## Нормалі граней
У двійковій та ASCII-версіях STL нормаль грані має бути одиничним вектором, спрямованим від об'єкта. У більшості програм її можна встановити в (0,0,0), і програма автоматично розрахує нормаль на основі порядку вершин трикутника, використовуючи правило правої руки. Деякі завантажувачі STL (наприклад, STL плагін для Art of Illusion) звіряють нормалі у файлі з розрахованими за правилом правої руки і попереджають про розбіжності. Інше програмне забезпечення може нехтувати це і використовувати лише правило правої руки.

## Недоліки
- Невисока точність геометрії[6] (у версії ASCII можна задавати довільну точність).
- Великий обсяг файлу для складних моделей[6].

## Підтримка в застосунках
- ADEM CAD
- ABViewer[en]
- Meshlab
- Blender
- Kompas 3D[7]
- SketchUp
- T-FLEX CAD
- Autodesk Inventor CAD
- SolidWorks
- Sharp3D
- ANSYS SpaceClaim Direct Modeler
- Cinema 4D
- FreeCAD
- SolveSpace може експортувати STL
- Cura[en]
- PrusaSlicer